# Millî Lig de 1959–60
A Millî Lig de 1959–60 foi a 2ª temporada do Campeonato Turco de Futebol. Foi a primeira edição em que se adotou oficialmente o calendário europeu, passando o campeonato a ter início em meados de agosto e ser finalizado em junho do ano seguinte. Com algumas alterações no formato da competição e com alterações no número de equipes participantes, tal calendário é adotado até os dias atuais para as competições oficiais do futebol turco.

## Regulamento
Foi disputada pela primeira vez no sistema de pontos corridos, participando do torneio 20 clubes, sendo os 16 clubes que participaram da temporada passada acrescidos de 4 clubes promovidos das Ligas Regionais Amadoras: Kasımpaşa, Şekerspor, Altınordu e Feriköy. O Beşiktaş sagrou-se campeão nacional pela 3ª vez, sendo que 11 das 29 vitórias que conquistou ao longo do campeonato foram pelo placar mínimo de 1–0, um recorde para a época.[carece de fontes?]
As três equipes com as piores campanhas da competição não foram rebaixadas diretamente para as Ligas Regionais Amadoras, mas disputaram uma espécie de repescagem contra os clubes vencedores das divisões regionais da época: Adana Demirspor, PTT e Eyüpspor, da qual somente o Altınordu conseguiu permanecer para a temporada seguinte.

## Classificação Geral
Atualizado em 12 de junho de 1960[carece de fontes?]
| Campeão Turco 1959–60 |
| --------------------- |
| Beşiktaş (3º título)  |

## Resultados
| Mandante \ Visitante | ADL | ALT | ATO | AND | AGÜ | BJK | BYK | FNB | FER | GAL | GEN | GÖZ | HAC | İST | İZM | FKG | KSK | KAS | ŞKR | VEF |
| -------------------- | --- | --- | --- | --- | --- | --- | --- | --- | --- | --- | --- | --- | --- | --- | --- | --- | --- | --- | --- | --- |
| Adalet               | —   | 3–2 | 1–0 | 1–2 | 0–0 | 0–2 | 0–2 | 0–1 | 2–0 | 0–2 | 0–1 | 0–0 | 4–2 | 0–0 | 0–1 | 0–0 | 2–1 | 4–1 | 0–1 | 2–0 |
| Altay                | 2–0 | —   | 2–3 | 1–1 | 1–1 | 0–3 | 3–2 | 1–2 | 2–1 | 0–3 | 4–2 | 4–2 | 2–1 | 2–1 | 1–1 | 1–2 | 0–1 | 0–1 | 2–0 | 0–0 |
| Altınordu            | 6–0 | 4–1 | —   | 1–2 | 2–0 | 0–3 | 0–0 | 0–1 | 2–1 | 1–3 | 1–1 | 0–1 | 0–0 | 0–0 | 1–1 | 0–1 | 1–3 | 1–3 | 1–3 | 2–2 |
| Ankara Demirspor     | 1–0 | 3–2 | 2–1 | —   | 1–0 | 0–1 | 1–0 | 0–1 | 1–0 | 1–1 | 1–1 | 1–0 | 1–0 | 1–2 | 0–1 | 2–1 | 0–1 | 0–0 | 2–1 | 1–1 |
| Ankaragücü           | 1–0 | 1–3 | 2–0 | 3–2 | —   | 0–0 | 1–1 | 1–4 | 0–1 | 0–1 | 4–2 | 2–1 | 1–1 | 1–1 | 1–2 | 0–0 | 3–1 | 1–1 | 0–4 | 1–1 |
| Beşiktaş             | 4–1 | 1–0 | 2–0 | 1–1 | 2–0 | —   | 3–0 | 1–0 | 3–0 | 1–0 | 2–1 | 3–1 | 3–0 | 1–1 | 1–0 | 2–0 | 6–0 | 1–0 | 1–0 | 2–1 |
| Beykoz               | 0–0 | 0–0 | 6–3 | 0–0 | 0–4 | 1–1 | —   | 1–2 | 2–1 | 2–3 | 1–0 | 0–0 | 0–3 | 1–1 | 1–1 | 0–3 | 1–0 | 1–0 | 1–1 | 1–1 |
| Fenerbahçe           | 3–1 | 5–0 | 2–0 | 1–0 | 5–1 | 1–0 | 4–0 | —   | 2–1 | 1–0 | 4–3 | 0–0 | 3–1 | 3–0 | 2–2 | 0–2 | 4–1 | 1–1 | 6–1 | 5–1 |
| Feriköy              | 1–0 | 2–0 | 1–0 | 2–1 | 4–1 | 0–1 | 2–0 | 2–3 | —   | 1–2 | 1–0 | 1–0 | 0–0 | 2–0 | 1–0 | 0–0 | 2–0 | 1–1 | 2–1 | 1–0 |
| Galatasaray          | 1–1 | 0–0 | 8–0 | 4–1 | 2–0 | 0–1 | 2–0 | 2–1 | 3–0 | —   | 3–0 | 2–1 | 1–0 | 1–0 | 1–1 | 2–1 | 5–0 | 0–0 | 1–0 | 0–0 |
| Gençlerbirliği       | 0–1 | 5–0 | 3–1 | 3–0 | 0–2 | 0–1 | 1–1 | 2–1 | 3–0 | 2–2 | —   | 0–0 | 2–1 | 0–0 | 1–2 | 3–0 | 2–2 | 2–1 | 0–0 | 3–0 |
| Göztepe              | 0–0 | 3–1 | 0–0 | 2–2 | 3–2 | 0–1 | 1–2 | 0–0 | 2–1 | 0–1 | 0–2 | —   | 0–1 | 0–1 | 2–1 | 0–1 | 1–0 | 4–1 | 0–0 | 3–1 |
| Hacettepe            | 2–0 | 1–1 | 3–0 | 1–5 | 0–2 | 1–2 | 1–1 | 1–3 | 1–3 | 1–2 | 2–2 | 2–1 | —   | 0–4 | 1–1 | 0–4 | 1–4 | 4–0 | 0–1 | 0–0 |
| İstanbulspor         | 1–1 | 3–2 | 2–1 | 1–3 | 1–1 | 1–1 | 1–0 | 1–2 | 0–0 | 0–3 | 1–0 | 0–0 | 2–1 | —   | 2–2 | 3–0 | 1–0 | 1–0 | 1–1 | 1–2 |
| İzmirspor            | 1–0 | 2–1 | 1–0 | 0–0 | 3–0 | 3–1 | 4–1 | 4–2 | 1–0 | 3–3 | 4–1 | 1–2 | 5–3 | 0–0 | —   | 1–1 | 1–2 | 1–1 | 0–1 | 1–1 |
| Karagümrük           | 2–0 | 2–1 | 2–2 | 2–3 | 1–0 | 1–4 | 0–0 | 3–3 | 2–1 | 1–0 | 0–0 | 2–0 | 1–2 | 0–0 | 2–4 | —   | 1–2 | 1–2 | 2–0 | 2–0 |
| Karşıyaka            | 1–0 | 2–0 | 1–3 | 0–3 | 1–1 | 0–2 | 2–1 | 2–2 | 2–0 | 0–0 | 0–1 | 1–1 | 2–1 | 1–2 | 0–1 | 3–1 | —   | 0–0 | 2–0 | 1–1 |
| Kasımpaşa            | 3–0 | 1–1 | 1–0 | 1–2 | 0–0 | 0–0 | 1–0 | 1–4 | 1–2 | 0–4 | 1–1 | 1–1 | 2–1 | 0–3 | 1–3 | 0–0 | 0–0 | —   | 3–2 | 0–0 |
| Şekerspor            | 0–2 | 0–1 | 2–1 | 1–1 | 1–0 | 0–0 | 2–3 | 1–3 | 0–2 | 1–1 | 1–0 | 1–1 | 0–1 | 0–0 | 2–0 | 3–1 | 1–0 | 0–1 | —   | 1–0 |
| Vefa                 | 1–0 | 1–0 | 1–0 | 1–1 | 3–1 | 1–4 | 3–2 | 0–1 | 0–4 | 1–5 | 1–0 | 2–2 | 3–1 | 1–0 | 3–2 | 1–5 | 0–4 | 1–0 | 1–1 | —   |

## Repescagem
| Pos. | Equipe          | P | J | V | E | D | GP | GC | SG | Classificação                               |
| ---- | --------------- | - | - | - | - | - | -- | -- | -- | ------------------------------------------- |
| 1    | Altınordu       | 8 | 6 | 3 | 2 | 1 | 9  | 3  | 6  | Permanceu na Millî Lig                      |
| 2    | Adana Demirspor | 8 | 6 | 4 | 0 | 2 | 13 | 8  | 5  | Promovidos à Millî Lig                      |
| 3    | PTT             | 8 | 6 | 4 | 0 | 2 | 13 | 8  | 5  | Promovidos à Millî Lig                      |
| 4    | Hacettepe       | 7 | 6 | 3 | 1 | 2 | 10 | 9  | 1  | Rebaixados para as Ligas Regionais Amadoras |
| 5    | Adalet          | 5 | 6 | 2 | 1 | 3 | 7  | 8  | -1 | Rebaixados para as Ligas Regionais Amadoras |
| 6    | Eyüpspor        | 4 | 6 | 1 | 2 | 3 | 4  | 13 | -9 | Permanceu nas Ligas Regionais Amadoras      |
| 7    | İzmirspor       | 2 | 6 | 0 | 2 | 4 | 2  | 9  | -7 | Permaneceu na Millî Lig                     |

## Artilheiros
Atualizado em 12 de junho de 1960
| Pos. | Nome                   | Equipe           | Gols |
| ---- | ---------------------- | ---------------- | ---- |
| 1    | Metin Oktay            | Galatasaray      | 33   |
| 2    | Fikri Elma             | Ankara Demirspor | 20   |
| 3    | Lefter Küçükandonyadis | Fenerbahçe       | 16   |
| 3    | Suat Mamat             | Galatasaray      | 16   |
| 3    | Arif Özataç            | Beşiktaş         | 16   |
| 6    | Cenap Doruk            | İzmirspor        | 15   |
| 6    | Can Bartu              | Fenerbahçe       | 15   |
| 6    | Güven Önüt             | İzmirspor        | 15   |
| 9    | Abdullah Topluoğlu     | Ankara Demirspor | 14   |
| 9    | Birol Pekel            | Beşiktaş         | 14   |